# Malamuc
Malamuc – wieś w Rumunii, w okręgu Prahova, w gminie Gherghița. W 2011 roku liczyła 449 mieszkańców.